# Dorothy Eady
Dorothy Louise Eady, dopo il matrimonio nota come Bulbul Abdel Meguid e conosciuta anche come Omm Sety e Om Seti (Blackheath, 16 gennaio 1904 – El Araba El Madfuna, 21 aprile 1981) è stata una scrittrice ed egittologa inglese, custode del Tempio di Seti I ad Abido, disegnatrice del Dipartimento delle Antichità egiziane, e particolarmente nota per la sua convinzione che in una vita precedente fosse stata una sacerdotessa di Iside, considerata dal New York Times come "una delle storie di reincarnazione più intriganti e convincenti del mondo occidentale".

## Biografia

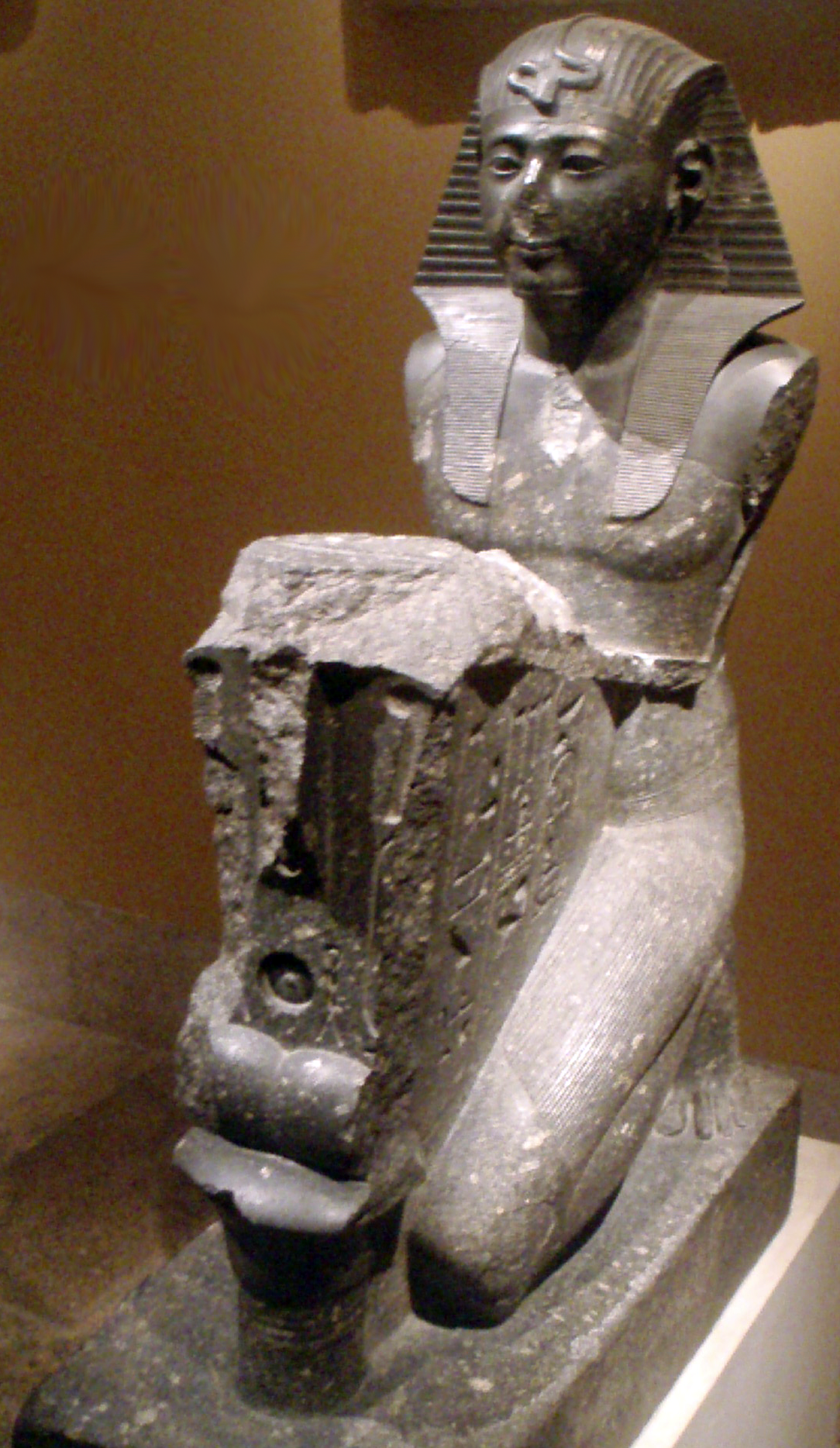
Seti I porge un'offerta a Osiride

Dorothy Louise Eady nacque a Londra nel 1904 da Reuben Ernest Eady, un sarto, e Caroline Mary Frost e crebbe in una città costiera. All'età di tre anni, dopo essere caduta da una rampa di scale, iniziò a mostrare strani comportamenti, chiedendo di essere "portata a casa". Inoltre, aveva sviluppato la sindrome dell'accento straniero. L’insegnante della scuola domenicale chiese ai suoi genitori di allontanarla dalla classe perché paragonò il cristianesimo alla religione egiziana "pagana", venne espulsa anche da una scuola femminile di Dulwich dopo essersi rifiutata di cantare un inno che invocava Dio affinché "maledicesse i mori egiziani".
Durante una visita con i suoi genitori al British Museum, osservando una fotografia nella sala esposizioni del tempio di Seti I, esclamò "C'è la mia casa! Dove sono gli alberi? Dove sono i giardini?". Corse quindi per le sale delle stanze egiziane, "tra i suoi popoli", baciando i piedi delle statue. Lì conobbe E. A. Wallis Budge, che la incoraggiò a studiare i geroglifici egizi.
Durante la prima guerra mondiale, si trasferì a casa della nonna nel Sussex, dove continuò gli studi sull'antico Egitto presso la biblioteca pubblica di Eastbourne. Quando aveva quindici anni, raccontò di aver ricevuto una visita notturna dalla mummia del faraone Seti I. Il suo comportamento, unito al sonno e agli incubi, la portò a essere internata nei sanatori diverse volte. Uscendo da scuola a sedici anni, visitò musei e siti archeologici in Gran Bretagna.
In seguito frequentò il Plymouth Art School e iniziò a collezionare antichità egizie. Dopo essersi trasferita a Portsmouth, entrò a far parte di una compagnia teatrale che stava mettendo in scena la storia di Iside e Osiride, interpretando il ruolo di Iside. A ventisette anni tornò a Londra e lavorò con una rivista di pubbliche relazioni egiziana. Inoltre, conobbe il futuro marito, Eman Abdel Meguid, uno studente egiziano.
Nel 1931 si trasferì in Egitto per sposare Meguid, divenuto professore di inglese, con rito islamico. Appena arrivata baciò il terreno ed esclamò di essere tornata a casa. Eady e Meguid si stabilirono al Cairo ed ebbero un figlio, Sety. La famiglia del marito le diede il nome di Bulbul ("usignolo"), con cui si firmò poi nei documenti ufficiali, e lei adottò il soprannome arabo Omm Sety ("madre di Sety"). Dopo un incontro casuale con la segretaria di George Reisner, visitò la piramide di Unis della V Dinastia.
In seguito, Eady raccontò di aver ricevuto visite notturne con un'apparizione di Hor-Ra, che le dettò lentamente, per un periodo di dodici mesi, la storia della sua vita precedente, contenuta in circa settanta pagine di testo geroglifico corsivo, secondo cui una sacerdotessa egizia, Bentreshyt, figlia di una venditrice di ortaggi e di un soldato durante il regno di Seti I, si era reincarnata in lei. La sacerdotessa sarebbe stata l'amante del faraone e, incinta di lui, sarebbe stata spinta al suicidio dal capo dei sacerdoti.
Nel 1935 si separò dal marito, rifiutandosi di seguirlo in Iraq dove egli aveva accettato un incarico di insegnante. Due anni dopo il divorzio, si trasferì a Nazlat al-Samman, dove conobbe Selim Hassan, che la assunse come disegnatrice. Il 3 marzo 1956 si trasferì ad Abido.
Nel 1964, all'età di sessant'anni, si trasferì al Cairo continuando poi a lavorare al Dipartimento fino al 1969. In seguito lavorò come consulente e guida al tempio di Seti. Nel 1972, venne colpita da un attacco cardiaco, che la costrinse a ritirarsi e andò a vivere accanto all'abitazione di Ahmed Soliman, custode del tempio di Seti.
Eady si spense il 21 aprile 1981 ad Abido. Venne seppellita in una tomba anonima, al di fuori di un cimitero copto, in cui in seguito vennero incisi il nome di nascita e il soprannome Omm Sety.
Fu anche una delle prime praticanti della religione neopagana egizia, oggi detta kemetismo.
Dorothy Eady fu una dei primi a sostenere che la regina Nefertiti fosse sepolta nella Valle dei Re, e non in quella delle Regine o ad Amarna, e vicino alla tomba di Tutankhamon, suo figliastro. Questa ipotesi è stata sostenuta nel 2015 dall'egittologo Nicholas Reeves e da altri in seguito, i quali sostengono sulla base di alcune indagini archeologiche che la sepoltura sia attigua a quella di Tutankhamon.

## Opere
- A Dream of the Past, Egyptian State Tourist Board, 1949.
- A Question of Names, American Research Centre in Egypt, 1970.
- Some Miraculous Wells and Springs of Egypt, American Research Centre in Egypt, 1970.
- Warding off an Eclipse, American Research Centre in Egypt, 1972.
- Omm Sety's Abydos, Journal of the Society for the Study of Egyptian Antiquities, 1979–80.
- H. El Zeini, Dorothy Eady, Abydos: Holy City of Ancient Egypt, 1981.
- Survivals from Ancient Egypt.
- Hanny El Zeini, Dorothy Eady, Pharaoh: Democrat or Despot, 2011.